# Auckland City FC
Auckland City FC er en professionel fodboldklub fra Auckland i New Zealand. Klubben har spillet i ISPS Handa Premiership, der er den bedste newzealandske fodboldrække, siden 2004. Klubben er blevet newzealandsk mester fire gange (2005, 2006, 2007 og 2009) og har vundet OFC Champions League to gange (2006 og 2009).

## Spillere

### Nuværende trup
Oversigten er opdateret til og med 8. december 2017 17:36
| Nr. | Land        | Position | Spiller                   |
| --- | ----------- | -------- | ------------------------- |
| 1   | Spanien     | MM       | Enaut Zubikarai           |
| 2   | New Zealand | FO       | Liam Graham               |
| 3   | Japan       | FO       | Takuya Iwata              |
| 4   | Kroatien    | MI       | Mario Bilen               |
| 5   | Spanien     | FO       | Angel Berlanga            |
| 6   | New Zealand | MI       | Te Atawhai Hudson-Wihongi |
| 7   | New Zealand | MI       | Cameron Howieson          |
| 8   | Spanien     | MI       | Albert Riera              |
| 9   | New Zealand | MI       | Darren White              |
| 10  | New Zealand | AN       | Ryan De Vries             |
| 11  | Mexico      | AN       | Fabrizio Tavano           |
| 12  | New Zealand | AN       | Kris Bright               |
| 13  | New Zealand | FO       | Alfie Rogers              |

| Nr. | Land         | Position | Spiller           |
| --- | ------------ | -------- | ----------------- |
| 14  | New Zealand  | FO       | Harshare Raniga   |
| 15  | New Zealand  | MI       | Daniel Morgan     |
| 16  | Sydkorea     | FO       | Dae Wow Kim       |
| 17  | New Zealand  | MI       | Reid Drake        |
| 18  | New Zealand  | MM       | Danyon Paul Drake |
| 19  | Salomonøerne | AN       | Micah Lea’alafa   |
| 20  | Argentina    | AN       | Emiliano Tade     |
| 21  | New Zealand  | FO       | Harry Edge        |
| 23  | Serbien      | FO       | Marko Djordjevic  |
| 24  | New Zealand  | MM       | Conor Tracey      |
| 26  | New Zealand  | MI       | Callum McCowatt   |
| 30  | New Zealand  | MM       | Cameron Brown     |